# Dreams Worth More Than Money
Dreams Worth More Than Money è il secondo album in studio del rapper statunitense Meek Mill, pubblicato nel 2015.

## Tracce
1. Lord Knows (featuring Tory Lanez) – 5:18
2. Classic (featuring Swizz Beatz & Jeremih) – 2:47
3. Jump Out the Face (featuring Future) – 2:41
4. All Eyes on You (featuring Nicki Minaj & Chris Brown) – 3:43
5. The Trillest – 4:35
6. R.I.C.O. (featuring Drake) – 3:17
7. I Got the Juice – 2:55
8. Ambitionz – 3:57
9. Pullin' Up (featuring The Weeknd) – 4:29
10. Check – 3:14
11. Been That (featuring Rick Ross) – 3:01
12. Bad for You (featuring Nicki Minaj) – 3:23
13. Stand Up – 4:04
14. Cold Hearted (featuring Diddy) – 6:55